# Quercus pyrenaica
Quercus pyrenaica är en bokväxtart som beskrevs av Carl Ludwig von Willdenow. Quercus pyrenaica ingår i släktet ekar, och familjen bokväxter. Inga underarter finns listade i Catalogue of Life.

## Bildgalleri

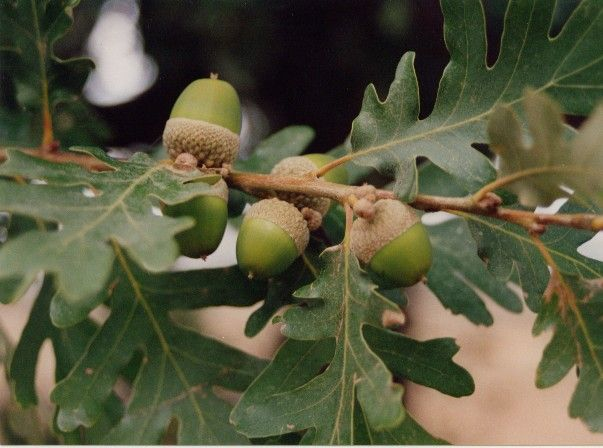
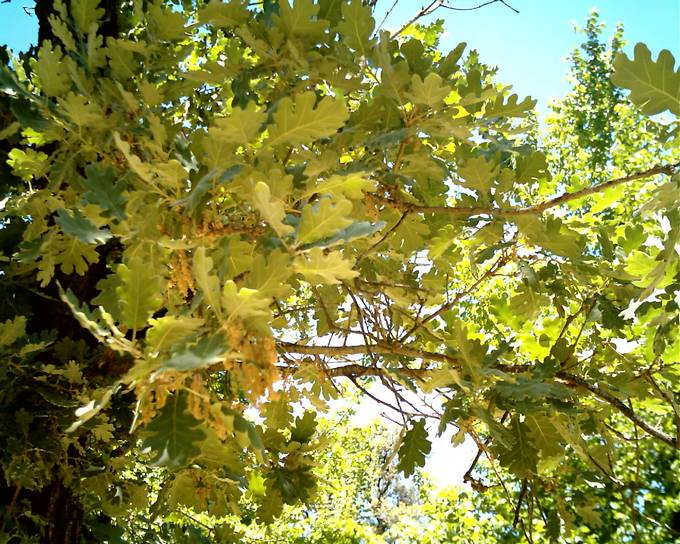
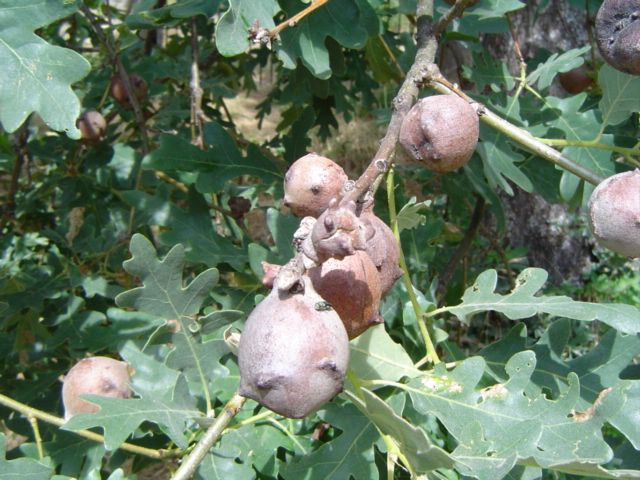
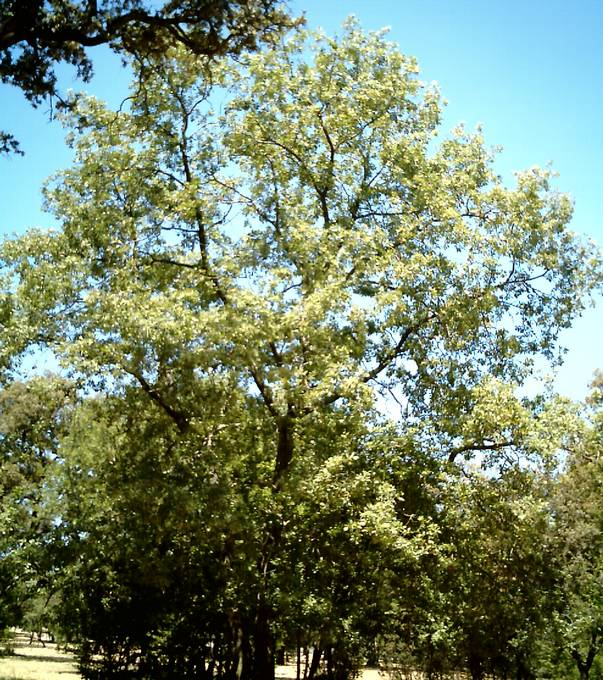
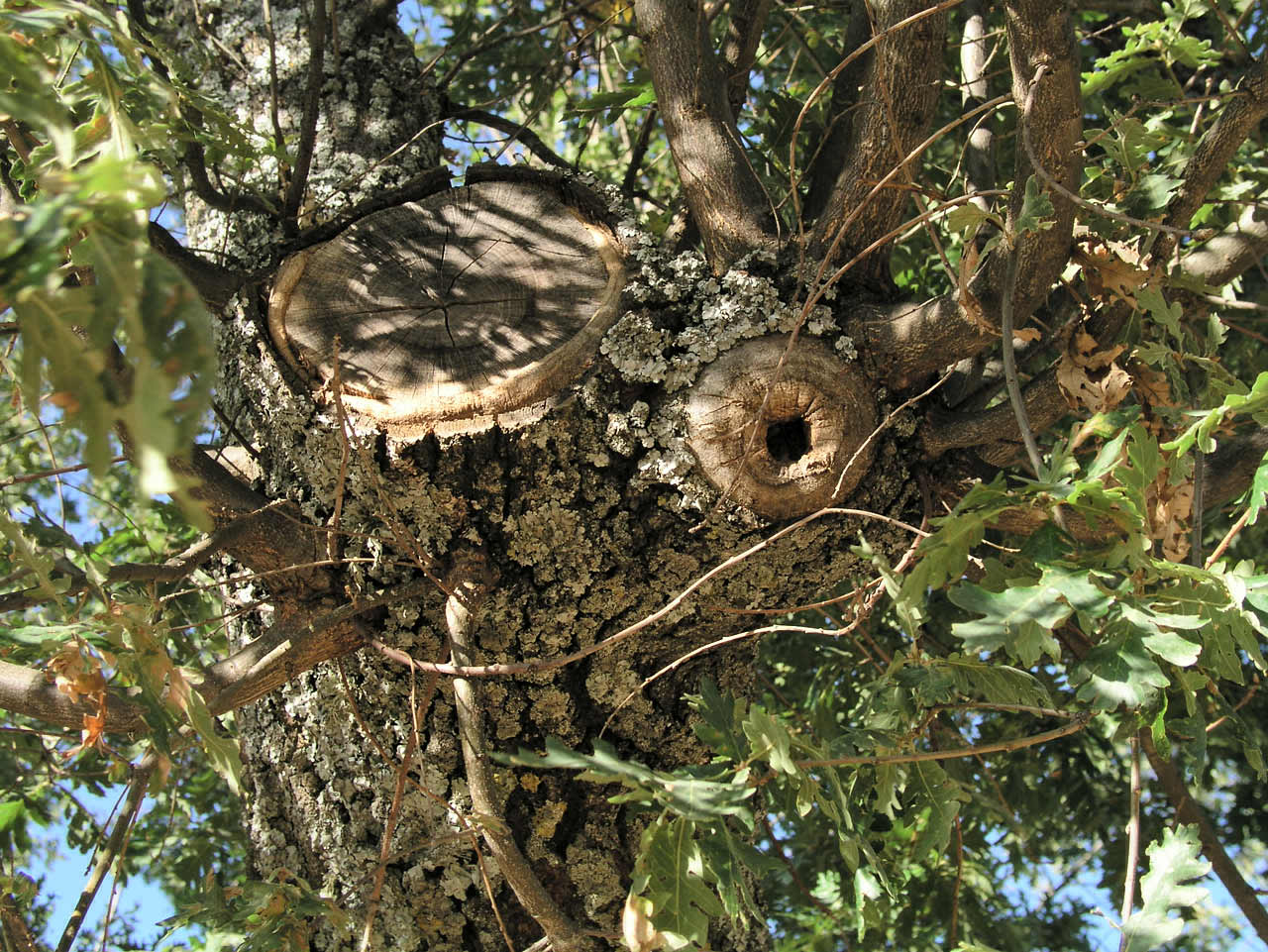
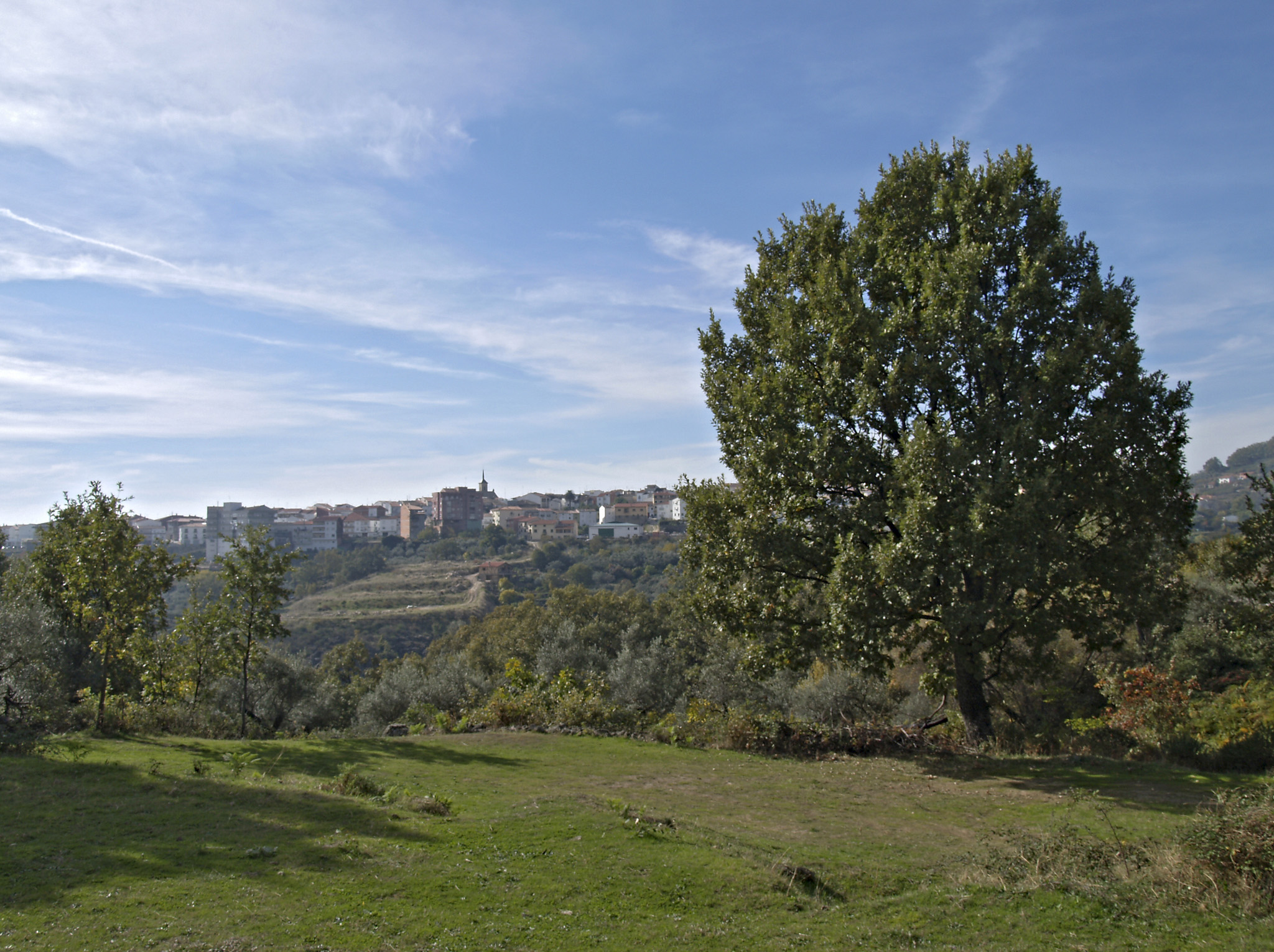